# شارلوت دآلسیو
شارلوت بریار کریستینا(به انگلیسی: Charlotte Briar Christina D’Alessio) دآلسیو (متولد؛ ۵ مه ۱۹۹۸) یک مدل کانادایی و تأثیرگذار در شبکه‌های اجتماعی است. او را در کوآچلا کشف کردند.

## اوایل زندگی و شغل
دآلسیو در منطقه مرفه تورنتو، کانادا، از کریستینا فورد، یک تولیدکننده تجاری و ریچارد دآلسیو متولد شد. او در ابتدا بریار دآلسیو نامگذاری شد. او یک خواهر به نام سامانتا دآلسیو دارد.
دآلسیو قبل از اینکه به لس آنجلس کالیفرنیا برود، با پدرش (مادرش در لندن زندگی می‌کرد) در مدرسه مابین، مدرسه بیشاپ استراچان و انستیتوی دانشگاهی تورنتو در تورنتو تحصیل کرد. جایی که در دبیرستان بورلی هیلز تحصیل می‌کرد.
او توسط برایانت اسلاوا با عکاس با مدل جوسی کانسکو کشف شد. عکس‌های او از آنها مانند ویروسی شد و افراد مشهوری مانند د ویکند و حساب رسمی جشنواره موسیقی و هنر دره کواچلا آن را به اشتراک گذاشتند.
او و مادرش پس از موفقیت دآلسیو از هم دور شده بودند و او تصمیم گرفت تا مدرسه را ترک کند و به دنبال مدلینگ برود.
در سال ۲۰۲۰، او در مبارزات انتخاباتی مارک جکوبز برای خط عطر دیزی ظاهر شد.
در اکتبر سال ۲۰۲۰، دآلسیو در کمپینی برای عطر / ادکلن مارک دیوید دوبریک، عطر دیوید ظاهر شد.